# Bryan Koss
Bryan Koss (* in Michigan) ist ein US-amerikanischer Kameramann.

## Leben
Koss wurde im US-Bundesstaat Michigan geboren. Von 2000 bis 2004 erwarb er seinen Bachelor of Science in Finanzen und Marketing an der Miami University. Ab 2006 besuchte er die Los Angeles Film School, die er 2007 mit einem Zertifikat Kamera, Regie, Produktion verließ. 2009 erschienen erste Kurzfilme, in denen er als Kameramann fungierte. Sein Spielfilmdebüt gab er 2010 in Night Music.
Ab den frühen 2010er Jahren begann er für das Filmstudio The Asylum als Kameramann zu arbeiten. Unter anderen fungierte er an den Filmen The Bell Witch Haunting, Zoombies – Der Tag der Tiere ist da!, Triassic World und Die Weihnachtskönigin – (K)ein Like zum Fest als ein solcher. 2019 war er für die Kameras im Film Mope zuständig. Als Kameramann zeichnete er sich in den Filmen Trauma Center, Survive the Night, Hard Kill, Killing Field, Fortress – Stunde der Abrechnung und Assassin mit Bruce Willis verantwortlich. Seit 2023 ist er als Kameramann an den Fernsehserien Meekah und Blippi beteiligt.

## Filmografie (Auswahl)
- 2009: Hooking Up (Kurzfilm)
- 2009: Mountains of Hope (Kurzfilm)
- 2009: Confessions (Kurzfilm)
- 2009: Deported (Kurzfilm)
- 2009: Blood and Water (Kurzfilm)
- 2010: Night Music
- 2010: Let’s Talk (Kurzfilm)
- 2010: Appleton (Kurzfilm)
- 2010: Normal Types
- 2010: Waking Sonya (Kurzfilm)
- 2010: War Game (Kurzfilm)
- 2010: Containment (Kurzfilm)
- 2011: 3D Safari: Africa (Fernsehfilm)
- 2011: Experience 3D (Fernsehserie, 5 Episoden)
- 2011: The Ancient Life (Fernsehserie, 6 Episoden)
- 2011: Take a Seat (Kurzfilm)
- 2011: Nickel Ride (Kurzfilm)
- 2011: The Prospector (Kurzfilm)
- 2012: Jillian’s Travels
- 2012: Keeping Score (Kurzfilm)
- 2012: Notre Mensonge
- 2012: Love at First Heist (Kurzfilm)
- 2012: Maya Underworld: The Real Doomsday (Fernsehfilm)
- 2012: Ghost Town Gold (Fernsehserie, 6 Episoden)
- 2012: Heartprints (Kurzfilm)
- 2013: A Real Event (Kurzfilm)
- 2013: Best Friend (Musikvideo)
- 2013: In the Name of God
- 2013: The Bell Witch Haunting
- 2013: Security (Kurzfilm)
- 2013: The Last Day (Kurzfilm)
- 2013: Re: Vision (Kurzfilm)
- 2013–2014: The Live Room (Fernsehserie, 5 Episoden)
- 2014: Grace of God
- 2014: Winky Face (Kurzfilm)
- 2014: Seeing Each Other
- 2015: Secrets of the Arsenal (Fernsehserie, Episode 1x06)
- 2015: The Summoning
- 2015: In Stereo
- 2015: Pups United
- 2015: A Teacher’s Obsession (Fernsehfilm)
- 2015: Appleton
- 2015: Hyper 5 (Fernsehserie)
- 2015: Ferrari’s Big 5 (Fernsehspezial)
- 2015: Holiday Music Special (Kurzfilm)
- 2015: Open House (Kurzfilm)
- 2016: Touring Man (Kurzfilm)
- 2016: Zoombies – Der Tag der Tiere ist da! (Zoombies)
- 2016: Bangin’ Gears (Fernsehserie)
- 2016: Sprout (Fernsehserie)
- 2016: Gender Is a Construct, Do-Si-Do (Kurzfilm)
- 2016: Wild Wild Quest (Fernsehserie)
- 2017: Alexandra Savior: Mirage (Musikvideo)
- 2017: OVER & OUT (Fernsehfilm)
- 2017: The Year of Spectacular Men
- 2017: Protect Your Crown: Welcome to the Transitioning Movement (Kurzfilm)
- 2017: Pretty Girl (Kurzfilm)
- 2017: The Righteous and the Wicked
- 2017: The Pros of Cons (Fernsehfilm)
- 2018: Do You Like the Taste of Beer? (Kurzfilm)
- 2018: The Dark Kill (Kurzfilm)
- 2018: Triassic World
- 2018: Thank You for Your Patients (Fernsehfilm)
- 2019: Mope
- 2019: Iris (Kurzfilm)
- 2019: Mommy Would Never Hurt You (Fernsehfilm)
- 2019: The Tarantino Variation (Kurzfilm)
- 2019: Wildflower
- 2019: Relish
- 2019: Meeting the Other Woman (Kurzfilm)
- 2019: Bill, the Alien (Kurzfilm)
- 2019: Trauma Center
- 2019: Die Weihnachtskönigin – (K)ein Like zum Fest (A Beauty & the Beast Christmas)
- 2020: My Nightmare Landlord (Fernsehfilm)
- 2020: Midnight (Kurzfilm)
- 2020: Survive the Night
- 2020: Difficult Conversations (Fernsehserie, 9 Episoden)
- 2020: Tiger Dick (Fernsehserie)
- 2020: The Understudies (Kurzfilm)
- 2020: Hard Kill
- 2021: The Walk in with Mo Heart (Fernsehserie)
- 2021: Killing Field (Survive the Game)
- 2021: Fortress – Stunde der Abrechnung (Fortress)
- 2022: The Feeling Expert
- 2022: High Expectations
- 2022: Hot Seat
- 2023: Assassin – Every Body is a Weapon (Assassin)
- 2023: Inside Man
- 2023: The Invisible Raptor
- seit 2023: Meekah (Fernsehserie)
- seit 2023: Blippi (Fernsehserie)
- 2024: Road to Dreamland